# Прасолов, Василий Фёдорович

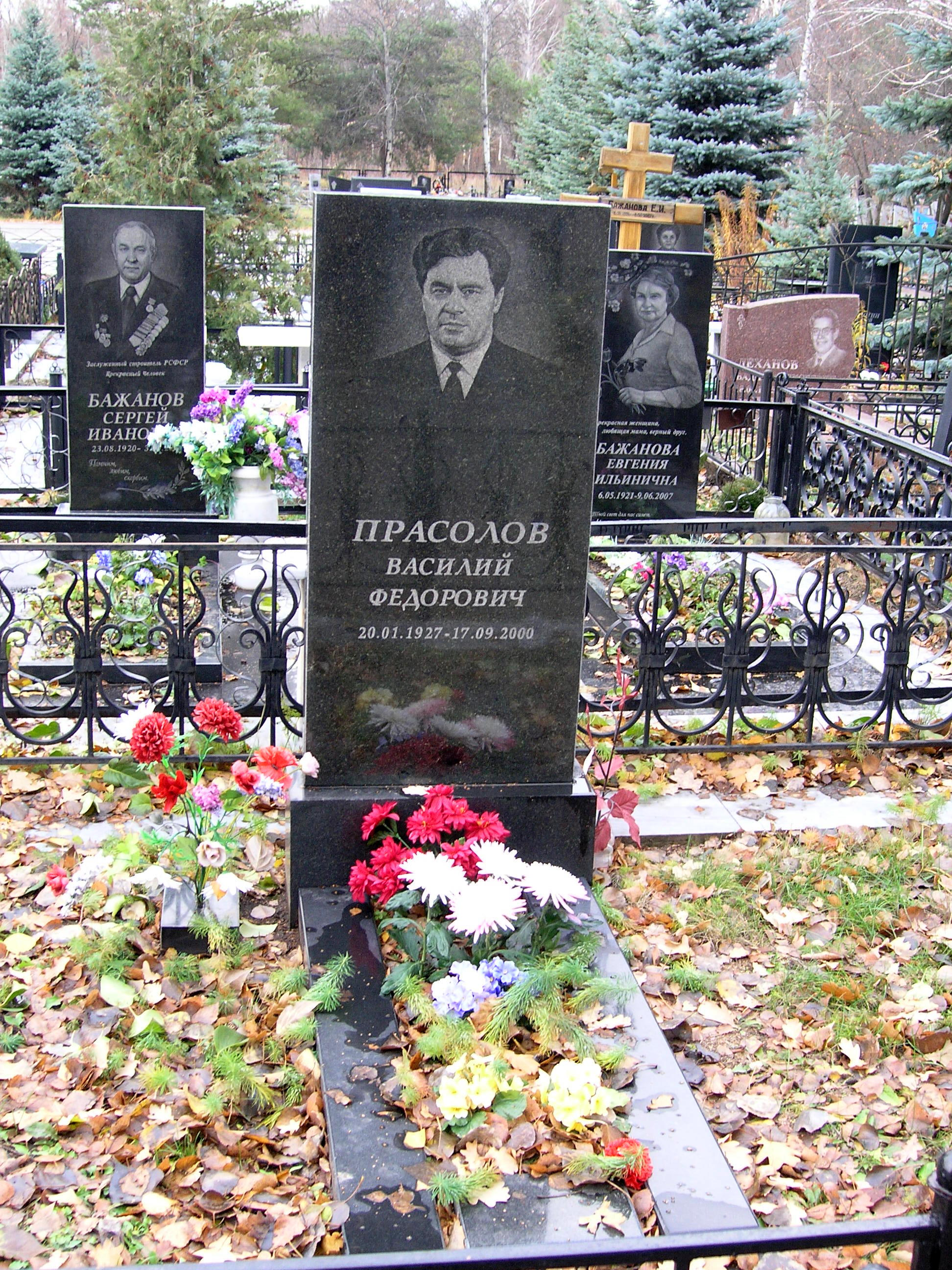
Могила Прасолова на Баныкинском кладбище

Васи́лий Фёдорович Прасо́лов (20 января 1927, Верхняя Орлянка, Самарская губерния — 17 сентября 2000, Тольятти) — советский партийный и государственный деятель, с 1963 по 1971 год председатель Ставропольского-Тольяттинского горисполкома совета депутатов трудящихся.

## Биография
Родился 20 января 1927 года в селе Верхняя Орлянка.
Окончил Куйбышевский инженерно-строительный институт, ещё до окончания института был направлен на работу вторым секретарём Ставропольского-Тольяттинского горкома комсомола ВЛКСМ.
1952—1960 год секретарь Ставропольского-Тольяттинского горкома КПСС
1960—1963 год заместитель по капитальному строительству Ставропольского завода ртутных выпрямителей
1963—1971 год избран председателем Ставропольского-Тольяттинского горисполкома совета депутатов трудящихся.
На этой должности быстро стал весьма популярным среди горожан, что вызвало недовольство со стороны областных партийных руководителей. Чтобы снять его с должности Прасолова сначала отправили в школу КГБ, однако среди родственников нашёлся репрессированный и в КГБ его не допустили. Позднее планировалось отправить Василия Фёдоровича на учёбу в партийную школу, однако он не соглашался оставить город.
1971—1973 год начальник управления капитального строительства жилых и культурно-бытовых объектов АвтоВАЗ
1973—1979 год заместитель генерального директора «Куйбышевского химического завода»
1979—1987 год начальник ДСК-1 управления строительства Куйбышевгидростроя
При его активном содействии в городе появились универмаг «Рубин», Дворец Пионеров, хотя в то время средства выделялись только на строительство жилья и промышленных объектов. Строились сооружения методом народной стройки, за счёт сэкономленных материалов.
Активно развивал массовую физкультуру и спорт. При его стараниях в каждом квартале города появились хоккейные коробки, закупалась спортивная форма и спортинвентарь. Василий Фёдорович способствовал переезду в город молодого врача, а заодно и тренера по акробатике В. А. Гройсмана, в дальнейшем воспитавшего несколько десятков чемпионов самого высокого уровня. Также при участии Прасолова была проведена реконструкция стадиона «Труд», необходимая для выступления команды в первенстве страны в классе «Б».
Во время нахождения Прасолова у власти произошло переименование города из Ставрополя в Тольятти. Позднее он вспоминал, что многим горожанам не нравилось новое имя, доходило дело до писем с угрозами, примерно такого содержания: мы вас, товарищ Прасолов, убьём, пусть потом город назовут вашей фамилией, по крайней мере, будет звучать по-русски.
Также в годы пребывания Прасолова на посту председателя горисполкома началось строительство АвтоВАЗа.
Супруга Надежда Алексеевна — работала в Тольяттинском политехническом техникуме преподавателем химии, две дочери.
Скончался 17 сентября  2000 года, похоронен на Баныкинском кладбище в Тольятти.

## Награды
- Орден Трудового Красного Знамени;
- Орден «Знак Почёта»